# Xenoschesis mordax
Xenoschesis mordax är en stekelart som först beskrevs av Thomson 1883.  Xenoschesis mordax ingår i släktet Xenoschesis och familjen brokparasitsteklar. Arten är reproducerande i Sverige. Utöver nominatformen finns också underarten X. m. lydivora.